# Darfur

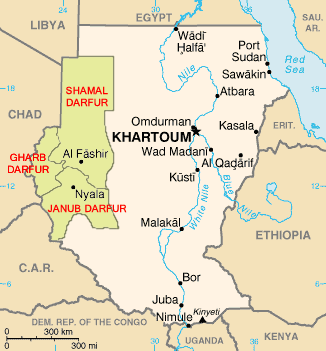
Ba tiểu bang làm nên vùng Darfur thuộc Sudan

Darfur (tiếng Ả Rập: دار فور, đã Latinh hoá: Dār Fūr, n.đ. 'Vương quốc của người Fur') là khu vực cực tây của Sudan giáp Cộng hòa Trung Phi, Tchad và Libya. Có một thời đây là vương quốc độc lập hằng mấy trăm năm, Darfur bị liên minh quân đội Anh-Ai Cập sáp nhập vào Sudan năm 1899. Vùng này nay được chia thành ba tiểu bang: Tây Darfur (Gharb Darfur), Nam Darfur (Janub Darfur), và Bắc Darfur (Shamal Darfur). Vì chiến cuộc, Darfur hiện trong thảm trạng nhân đạo rất khẩn cấp.

## Địa lý và khí hậu
Với diện tích 493.180 km², Darfur bao gồm một cao nguyên khô cằn với rặng núi Marra cao 3.000 m ở chính giữa.
Miền đông Darfur là một bình nguyên cỏ mọc có thể canh tác được xen lẫn đồi thấp. Địa chất phần lớn là cát pha, tiếng địa phương gọi là goz, trong khi đá sa thạch tạo nên những cao độ. Đất đai miền bắc Darfur thì hòa vào những đụn cát của sa mạc Sahara. Đất miền tây Darfur kém nhất vì có lớp đá đệm ở dưới nên cằn cỗi, thường chỉ bỏ hoang cho cỏ mọc để nuôi mục súc. Darfur thuộc khu vực địa lý sahel.
Mùa mưa trong ba tháng, từ Tháng Sáu đến Tháng Chín là nguồn nước quan trọng nhất tưới xanh Darfur. Miền cực bắc có khi mấy năm liền không mưa. Miền cực nam, mưa nhiều hơn, trung bình là 700 mm một năm. Tiêu biểu ở Darfur là những lòng sông khô (wadi) khi có mưa thì chảy tràn. Wadi miền tây Darfur thì tuôn nước về lưu vực hồ Tchad cách đó hàng trăm cây số. Riêng đỉnh núi Marra vì là cao độ nên hứng được lượng mưa nhiều hơn và có suối nước chảy quanh năm.
Nông nghiệp Darfur lệ thuộc vào mấy tháng mùa mưa. Nhà nông ở đây cấy ngự cốc (Pennisetum glaucum) để thu hoạch vào Tháng Mười Một. Gặt xong còn rơm rạ của cây ngự cốc thì có thể dùng làm thức ăn mục súc.

## Lịch sử
Cư dân đầu tiên của Darfur là bộ tộc Daju nhưng ngoài một số truyền tích về các lãnh chúa thì không có gì cụ thể lưu lại từ thời thượng cổ. Hồi giáo du nhập Darfur khoảng thế kỷ 14 theo chân bộ tộc Tunjur. Người Tunjur giao lưu với bộ tộc Fur để thành lập triều đại Keira. Vương quốc này một thời là thế lực mạnh nhất vùng Sahel.
Năm 1875 Darfur bị Ai Cập sáp nhập vào Sudan và cai trị từ Khartoum. Khi Muhammad Ahmad dấy binh, tự xưng là "Mahdi", đánh đuổi quân Ai Cập ra khỏi Sudan thì quân của Mahdi cũng kiểm soát Darfur. Nhưng sang triều vua Abdallahi ibn Muhammad, người kế vị Mahdi thì dân Darfur nổi lên chống lại chính quyền Khartoum vì không chịu lệnh bắt lính.
Năm 1899 quân đội liên minh Anh-Ai Cập tiến công tái chiếm Khartoum. Trong trận Omdurman, Abdallahi thua to. Quân liên minh do tướng Horatio Kitchener điều hành cho thành lập xứ Sudan thuộc Anh-Ai Cập và công nhận quyền tự trị của Darfur, phó cho Ali Dinar cai quản. Darfur chỉ phải chịu lệ triều cống hàng năm.
Đến năm 1916 thì quyền tự trị đó chấm dứt vì chính quyền Anh lo ngại một xứ Darfur tự trị sẽ ngả theo Đế quốc Ottoman trong khi Anh và Đế quốc Ottoman đang đánh nhau. Quyền hành tập trung đã củng cố chính quyền trung ương ở Khartoum trong khi phên giậu Darfur bị bỏ quên. Khuynh hướng này tiếp tục sau năm 1956 khi Sudan bước sang thời kỳ độc lập.
Bất ổn chính trị tăng dần với các thế lực quốc nội cũng như quốc ngoại (Libya và Tchad) tham gia vào những tranh chấp ở Darfur. Đáng kể nhất là sự phân biệt chủng tộc rõ rệt giữa Ả Rập và Phi châu khiến xung đột sắc tộc càng leo thang.
Nạn đói giữa thập niên 1980 phá hủy những cơ sở xã hội địa phương còn lại mở đầu cho thời kỳ loạn lạc. Trong suốt 15 năm cuộc Xung đột Darfur lan rộng với lực lượng chống chính phủ và nhóm dân quân thân chính phủ cùng tham chiến làm chiến cuộc thêm tàn khốc. Thường dân Darfur bị mắc nạn giữa hai gọng kềm với hậu quả là 2 triệu rưởi người tỵ nạn sống tạm bợ rất nguy khốn.

cờ Phong trào Giải phóng Sudan (SML)

Hòa ước Darfur ký năm 2006 tạm thời thành lập cơ quan hành chính mới vào năm 2007 gọi là Chính quyền Địa phương Darfur Chuyển tiếp(tiếng Anh: Transitional Darfur Regional Authority) với các thành phần tham chiến cùng tham dự để tái lập trật tự, hồi cư dân tỵ nạn và xây dưng hòa bình, hòa giải.. Theo hòa ước đó thì cuộc trưng cầu dân ý về chính thể tự trị của Darfur sẽ tổ chức trước năm 2011.